# 야햐 이븐 샤라브 알나와위
아부 자카리야 무흐윳딘 야흐야 이븐 샤르프 안-나와위 (Abu Zakaria Mohiuddin Yahya Ibn Sharaf al-Nawawi, 1234년 ~ 1278년)(아랍어: أبو زكريا يحيى بن شرف النووي), 흔히 al-Nawawi, an-Nawawi 혹은 Imam Nawawi는 피크와 하디스를 연구했던 수니파의 율법가였다. 율법학자 사이에서 그의 위치는 독보적이다. 시리아 다마스쿠스 인근의 나와라는 곳에서 태어났으며 그의 이름은 고향을 딴 것이다.
그는 18세부터 다마스쿠스에서 공부했으며 1253년 하즈로 가서 개인교습선생님으로 일했다. 그는 어렸을 적부터 총명했기에 아버지가 교육에 열성적이었다고 한다. 카디(재판관)로서 여러 논쟁과 분쟁에 대해 해결책이나 대책을 제시하기도 했다.
그는 45세의 나이로 일찍 죽었는데 이슬람 율법과 여러 주제에 대해 연구했다. 40개 이상의 하디스를 정리하고 예언자 무함마드와 당대의 성인들이 쓴 이야기를 정리했다.
1267년 아쉬라피야 학교에서 하디스교수로 일하게 됐으며 나와에서 죽었고 한평생 결혼하지 않았다.

## 저서
그의 저서 중 다수가 이슬람 세계에서 널리 수용되는 것으로 20세기 이후로는 프랑스어, 영어 등으로 번역작업이 이뤄져 지금도 번역 중인 작품이 있다.
- Al Minhaj bi Sharh Sahih Muslim شرح صحيح مسلم,
- Riyadh as-Saaliheen رياض الصالحين : 하디스에 관련한 예절과 도덕, 행실에 대해 기술한 것으로 아직도 아랍 세계에서 널리 알려진 책이다.
- al-Majmu' sharh al-Muhadhdhab المجموع شرح المهذب
- Minhaj al-Talibin منهاج الطالبين وعمدة المفتين في فقه الإمام الشافعي
- Taqrib al-Taisir التقريب والتيسير لمعرفة سنن البشير النذير : 하디스학에 대한 소개를 다룬 것으로서 이븐 실라의 저서를 더욱 확장한 것이다. 1890년 이집트에서 출판됐다.
- Ma Tamas ilayhi hajat al-Qari ما تمس إليه حاجة القاري لصـحيح البـخاري

- Tahrir al-Tanbih تحرير التنبيه

- Kitab al-Adhkar الأذكار المنتخبة من كلام سيد الأبرار
- al-Tibyan fi adab Hamalat al-Quran التبيان في آداب حملة القرآن

- Adab al-fatwa wa al-Mufti wa al-Mustafti آداب الفتوى والمفتي والمستفتي

- al-Tarkhis fi al-Qiyam الترخيص بالقيام لذوي الفضل والمزية من أهل الإسلام

- Manasik متن الإيضاح في المناسك
- al-Maqasid : 이슬람 율법의 전통적 가치
- Sharh Sunan Abi Da'ud|Sunan Abu Dawood
- Sharh Sahih Bukhari|Sahih al-Bukhari
- Mukhtasar Sunan al-Tirmidhi|at-Tirmidhi
- Tabaqat ash-Shafi'iyah
- Rawdhat al-Talibeen
- Bustan al-`arifin